# والتر كيلي
والتر كيلي (بالإنجليزية: Walter Kelly)‏ (15 أبريل 1929 في المملكة المتحدة - 6 فبراير 1993 بدنفيرملين في المملكة المتحدة) هو لاعب كرة قدم بريطاني في مركز الهجوم. لعب مع ريث روفرز وستوكبورت كونتي ونادي بوري ونادي دونكاستر روفرز ونادي هايد إف سي ونادي تشستر سيتي.